# Cárdenas (Venezuela)
Cárdenas è un comune del Venezuela situato nello Stato di Táchira.
Il capoluogo del comune è la città di Táriba.